# Advanced Open Water Diver
Advanced Open Water Diver, neboli tak zvané AOWD, je kurz, který přímo navazuje na Open Water Diver, vstupní kurz přístrojového potápění. Jedná se o další možnost rozšíření kvalifikace, pro kterou se může kvalifikovaný potapěč s licencí Open Water Diver (OWD) rozhodnout. Kurz AOWD se skládá z 5 specializací. V systému Padi jsou 2 specializace povinné a 3 volitelné. Mezi povinné specializace patří Deep Diving (Hloubkový ponor) a Underwater Navigation (Podvodní navigace). Mezi nejčastější volitelné specializace většinou patří Night diver (Noční ponor), Wrack diver (Vrakový ponor) nebo Underwater videographer (Podvodní fotografování).

## Podmínky
Stejně jako pro základní verzi kurzů Open Water Diver i zde jsou jisté náležitosti, které je nutné splnit:
- vlastnit kvalifikaci kurzu Open Water Diver nebo jakoukoliv jinou, která je svojí úrovní minimálně stejná (to se týká organizací, které používají jiné pojmenování kurzů než PADI a podobné),
- minimální věk pro absolvování kurzu je 12 let se souhlasem rodičů. Po 18 letech není již souhlas požadován,
- dobrý zdravotní stav.

## Průběh kurzu
Podobně jako základní kurz OWD se kurz Advanced Open Water Diver skládá ze tří částí:

### Teorie
V teoretické části se převážně učí rozšířené znalosti fyziky vodního prostředí, lidské fyziologie a jaké jsou další prevence před nehodami pod vodou či po ponoru.

### Praktická v bazénu
Každá škola má jiné podmínky, ale v základě by se mělo jednat o dva cvičné bazénové ponory.

### Volná voda
Jak už bylo zmíněno, každá škola má své individuální představy o počtu volných vod, ale v základě by se mělo jednat o 5 ponorů na volné vodě. (Samozřejmě vždy záleží na hlavním slovu Dive mastera, který může uznat za vhodnou nutnost dalšího ponoru.)

## K čemu AOWD opravňuje
Po úspěšném absolvování Advanced Open Water Diver je potápěč oprávněn se zanořit do hloubky až 30 metrů. Má možnost pokračovat v kurzu Rescue diver, který je podstatný v případě, že chce pokračovat na stále vyšší úroveň.